# 四条さやか
四条 さやか（しじょう さやか）は、日本の作家、心理研究家、占術家。

## 概要
編集者を経て独立。美容、心理学、占いを活用した記事の執筆や、イベント出演、テレビ出演などを行う。心理アナリスト、ビューティライフコンサルタント、心理・占術研究家などの肩書を持つ。テレビ東京「おはスタ」などでの心理テスト監修、インスタントカメラ・チェキの占いフィルム監修、美容のエッセイ記事執筆などを活動範囲は幅広い。コーエーのゲーム『アンジェリーク』『遙かなる時空の中で』各シリーズと組んだ占い本や世界初のBL占い本を出すなど、メディアミックスやサブカルチャー関連の本も多い。

## 著書
単著は著者名を省略した。
- 四条さやか著、ルビー・パーティー編集　『遙かなる時空の中で 八葉占い 恋むすび』　コーエー、2003年
- 四条さやか、ルビー・パーティー　『アンジェリーク サクリア占い』　コーエー、2004年
- 『自分』探し、『幸せ』探し LOVE&POWER 心理テスト』　海苑社、2005年
- 『男子校・占い』　エンターブレイン、2006年
- 『LOVE & SEX 心理テスト』　海苑社、2007年
- (監修)　『改訂ほくろ占い 顔から足先まで全身編』　海苑社、2009年
- 『戦国武将占い』エンターブレイン
- 『女子力アップのウラワザ★』ほるぷ出版
- 『女子力アップのウラワザ★いつもいっしょ。』ほるぷ出版
- 『運命の天使占い』ぶんか社